# Dey Ould Sidi Baba
 (avril 2022).
Si vous disposez d'ouvrages ou d'articles de référence ou si vous connaissez des sites web de qualité traitant du thème abordé ici, merci de compléter l'article en donnant les références utiles à sa vérifiabilité et en les liant à la section « Notes et références ».

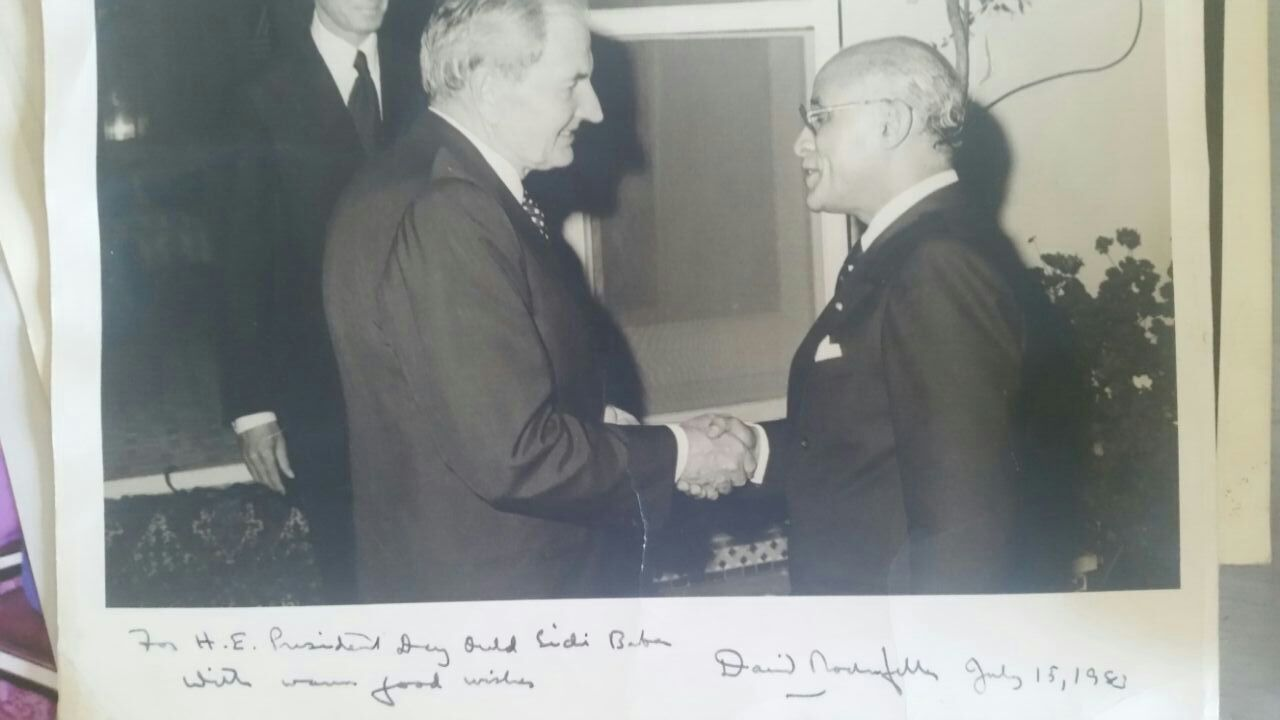
Dey Ould Sidi baba et David Rockefeller.

Dey Ould Sidi Baba, né en 1921 à Atar, est un homme politique et diplomate marocain.
Originaire de l'actuelle Mauritanie, qui fait alors partie de l'Afrique-Occidentale française, il rejoint le Maroc le 27 mai 1958 en compagnie de Fal Ould Oumeir et une dizaine d'autres notables Mauritaniens, partisans du rattachement de la Mauritanie au Maroc.

## Biographie
Dey Ould Sidi Baba naît en 1921 à Atar. Il commence sa carrière politique en 1959 en occupant le poste de conseiller au ministère des Affaires étrangères. En 1963, il est nommé ambassadeur délégué permanent aux Nations unies et représentant du Maroc au Conseil de sécurité des Nations unies. Au sein de l'ONU, il préside la commission chargée par le conseil de sécurité d'enquêter sur les incidents des frontières entre le Vietnam et le Cambodge. En 1966, il est nommé vice-président de l'assemblée générale des Nations unies.
Conseiller au ministère des Affaires étrangères (1958-1959), il est directeur de la Division Afrique au ministère des Affaires étrangères de 1959 à 1961 puis sert comme ambassadeur du Maroc en Guinée en 1961-1962.
Ambassadeur délégué permanent aux Nations unies et représentant la Maroc au conseil de sécurité des Nations unies (1963-1965), il devient Président de la commission d'enquête chargé par le conseil de sécurité d'enquêter sur les incidents des frontières entre le Vietnam et le Cambodge en 1964-1965/
Membre du groupe d'expert chargé par le conseil de sécurité d'enquêter sur le problème de l'apartheid en Afrique du Sud (1964-1967), de 1965 au 11 mars 1967, il est représentant permanent du Maroc auprès des Nations unies.
Vice-président de l'assemblée Générale des Nations unies (1966-1967), Ministre au Cabinet royal (1967-1971), il est Ambassadeur du Maroc en Arabie saoudite en 1971-1972 et est Directeur de Cabinet royal en 1972-1973
Ministre de l’Éducation nationale (1973-1974), il est de 1974 à 1977 Ministre des Habous et des Affaires islamiques.
En 1977, Dey Ould Sidi Baba marque un retour sur la scène politique marocaine en participant à la fondation du Rassemblement national des indépendants avec Ahmed Osman.
Dey Ould Sidi Baba est élu en octobre 1977 Président de la troisième Chambre des représentants marocaine par 146 voix sur 261 voix. Il la préside entre 1977 et 1983, succédant à Mehdi Ben Bouchta,...........................................................................................................
DEY OULD SIDI BABA est natif de ATAR, dans le contrebas du plateau de l'ADRAR, sur les berges de l'Oued Seguelil. Son père se nommait Sidiya et sa mère Moukhtara Bent Ali Chérif, son frère Ahmed et ses enfants ont pour prénoms Chemseddine, Asmae, Hassan, Issam et Saâd.
Lorsqu'il nait en 1921, la dite "République islamique de MaurItanie" est alors loin d'avoir vu le jour, et c'est la France, qui occupe la région depuis le début du XXème siècle, qui fait alors de "Bilad Chenguit", la contrée d'origine de la dynastie d'Al Mourabitine, un "territoire d'outre- mer" en 1946, un "territoire autonome" en 1956, une nation virtuelle et un Etat indépendant en novembre 1960.

A cet égard, DEY se plaisait à citer le Cadi Sidi Ahmed Lamine Chenguiti qui consacra une grande partie de son œuvre à plaider la marocanité de la "Mauritanie", et qui n'a cessé de scander, notamment dans son "Kitab El Wassit", que les "liens de la Bayâ qui unissent le Chenguit à l'Empire chérifien datent de la dynastie des Almoravides".

Dans cette "Mauritanie", qu'ils avaient enfanté ex nihilo, les Français n'étaient évidemment obnubilés que par les richesses de la région, en particulier le minerai de fer de Zouerate, exploité des décennies durant par la "Société des mines de fer de Mauritanie", la MIFERMA.

DEY OULD SIDI BABA, le natif de ATAR, rejoint le pays qu'il n'a jamais cessé de considérer comme le sien, le Maroc, le mardi 27 mai 1958, en compagnie de Fal Ould Oumeir, de Horma Ould Babana, de Mokhrar Ould Bah...et de quelque autres compagnons...pour y faire allégeance au Roi Mohammed V.

DEY fourbira dès lors ses premières armes au Ministère des Affaires étrangères, en 1959, en tant que Conseiller, notamment en contribuant à créer la Direction Afrique.

Homme accessible, fin diplomate, doté d'une grande capacité d'écoute, il ne tarde pas à être propulsé aux plus hautes responsabilités au sein de l'ONU.

Dès 1963, il est nommé ambassadeur délégué permanent aux Nations Unies et Représentant du Maroc au Conseil de Sécurité.

Au sein de l'ONU, il présidera notamment la commission chargée par le Conseil de Sécurité d'enquêter sur les incidents de frontières entre le Vietnam et le Cambodge.

En 1966, il est nommé Vice-président de l'Assemblée générale des Nations Unies.
Il eut l'occasion, tout au long de ses périples à travers la planète de connaître, de côtoyer, de séduire des personnages aussi divers que Michel Jobert, le Roi Fayçal, Pierre Messmer, Léopold Sédar Senghor, U Thant, François Mitterrand et tant d'autres.

Une bonne connaissance des problèmes africains lui vaudra de faire partie des experts chargés par le Conseil de Sécurité d'approfondir les recherches sur l'apartheid. Lorsqu'il se voit confier, en 1974, le ministère des Habous et des Affaires Islamiques, l'homme de grande piété qu'il fut, n'eut de cesse de "rénover la pratique religieuse dans les lieux de culte pour que les prêches du vendredi soient un moyen de diffusion des valeurs de tolérance et d'ouverture et des principes moraux de solidarité".

Du Cabinet Royal à la présidence du Parlement, en passant par une longue carrière de diplomate, DEY OULD SIDI BABA avait assurément le sens du consensus.."Pas le consensus mou, celui des compromis faciles, mais une force de caractère doublée d'une grande sagesse, qui faisait qu'il trouvait toujours les mots qu'il fallait pour calmer une personne, dénouer un conflit ou faire patienter un impulsif.

Cet homme si doux et qui n'élevait jamais le ton pouvait cependant se montrer un polémiste redoutable, chaque fois que son pays était en butte à la malveillance et au dénigrement. Il avait pour ainsi dire "une aisance de l'âme".

Entre DEY OULD SIDI BABA et Driss Basri l'inimitié était légendaire. Entre les deux hommes, le courant n'est en fait jamais passé, et ne pouvait passer, tant les tempéraments étaient diamétralement différents, difficilement conciliables.
Plus qu'un conflit de personnes, il y avait entre les deux personnages, de notoriété publique, une conception radicalement opposée de la l'action politique et de la gestion des affaires publiques.

Le natif de Atar n'a en fait jamais pu, ou voulu s'acoquiner avec l'homme de Settat. Un ancien fonctionnaire de l'intérieur rappelle que le département de l'Education nationale, piloté par Dey Ould Sidi Baba en 1973, échappait au contrôle du ministère de l'intérieur parce que DEY avait assez d'intelligence pour opposer un refus ferme à l'ingérence du ministère de l'intérieur.

DEY OULD SIDI BABA portait à son pays un amour sans conditions, une profession de foi inébranlable, qui n'aura cessé de s'affermir et de se cristalliser.

L’homme s'est éteint à Rabat, le samedi 19 septembre 1992. Le Roi HASSAN II qui n'avait pas pour habitude de faire l'apologie de ses "sujets" quelles que soient leurs qualités, avait tenu à rendre un vibrant  hommage au personnage.
"Un rare exemple",  a t'il pu dire, "non seulement parce qu'il a choisi le Maroc en abandonnant tout ce qu'il aurait pu avoir, mais aussi parce qu'en intégrant le royaume, il a conservé la même conduite des années durant. En cela, DEY a forcé le respect de tous qu'il s'agisse de ses amis ou de ses adversaires politiques,..Il était en vérité un homme d'une grande intégrité qui n'avait d'autre souci que la recherche de la vertu".
"Vous avez donc raison, mes fils, a poursuivi le Souverain, s'adressant à ses enfants, de venir me présenter, ainsi qu'au Maroc tout entier vos condoléances. A mon tour je vous présente les miennes...mais vous pouvez d'ores et déjà me considérer comme votre père. Je suis à votre disposition pour prendre en charge vos études et tout ce qui touche à votre avenir...C'est un engagement entre vous et moi et une "amana" qui m'a été confiée par le défunt"..

DEY OULD SIDI BABA, natif de ATAR dans l'ADRAR, fut sans nul doute un patriote de cœur et d'âme....un Marocain d'exception. Paix à son âme.